# São Gonçalo do Gurgueia
São Gonçalo do Gurgueia é um município brasileiro do estado do Piauí. Localiza-se a uma latitude 10º01'49" sul e a uma longitude 45º18'10" oeste, estando a uma altitude de 440 metros. Sua população estimada em 2004 era de 2 960 habitantes.Possui uma área de 1237,9 km². Este Município recebeu um grande investimento em energia solar, com mais de 2,2 milhões de painéis solares, que gerará cerca de 475MW. Este investimento está transformando a região, com maior demanda de trabalhadores qualificados e por moradia.

## Religião
| Religião       | %    |
| -------------- | ---- |
| Catolicismo    | 85,1 |
| Protestantismo | 14,2 |
| Sem religião   | 0,7  |